# Roman de Brut

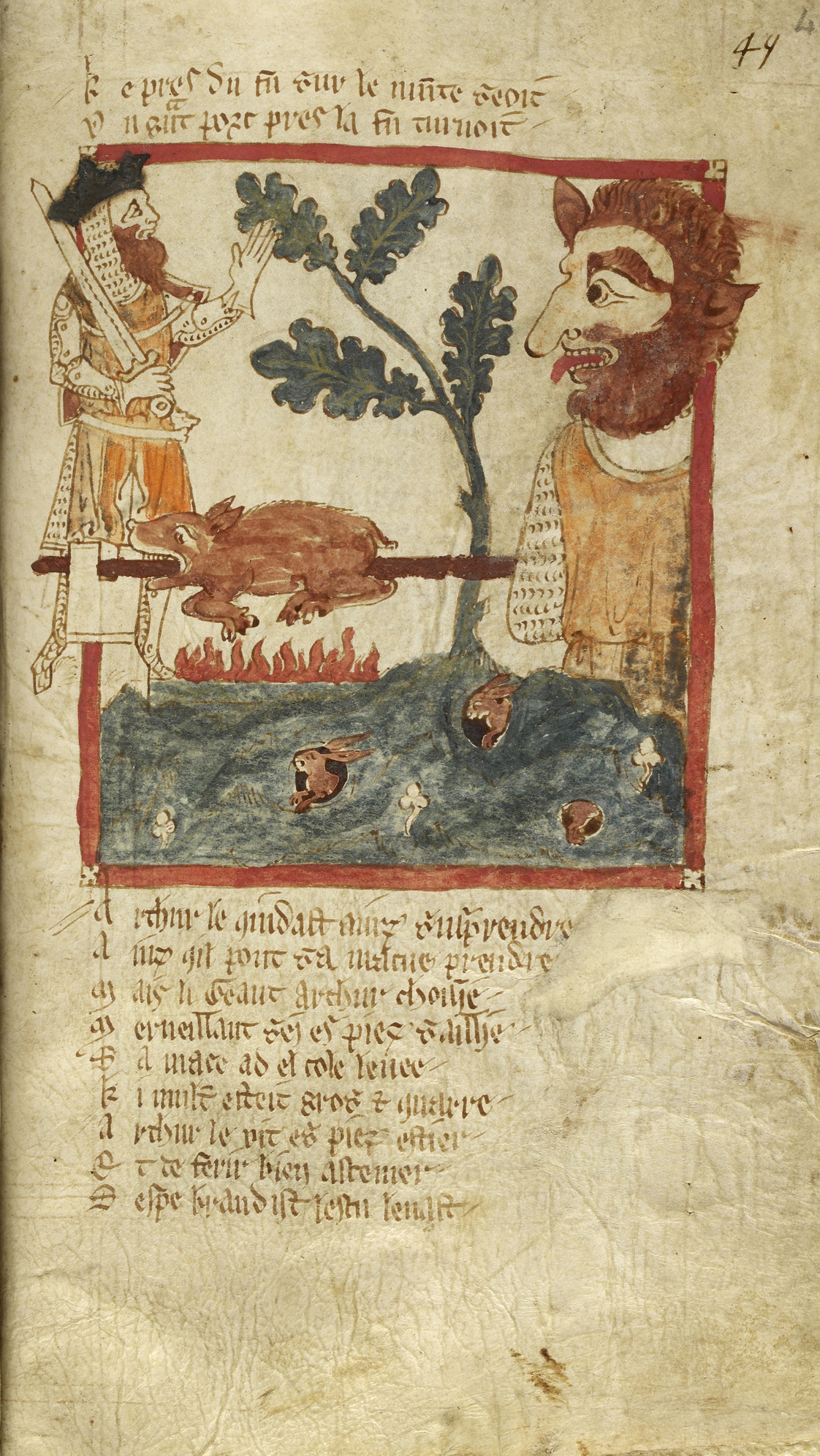
Artur encontra um gigante assando um porco

Roman de Brut ou simplesmente Brut é um livro em versos da história da Bretanha escrito pelo poeta Wace. Redigido na língua normanda, consiste em 14.886 linhas.
É baseado no livro de Godofredo de Monmouth, Historia Regum Britanniae, e provavelmente começou a ser escrito em 1150 e finalizado em 1155. O objetivo desse trabalho era difundir o interesse das lendas e histórias dos novos territórios anglo-normandos para os leitores normandos, retratando a história do Rei Artur, regredindo no tempo até o mítico Bruto de Troia.
Roman de Brut foi o mais popular trabalho de Wace e restou até os tempos atuais 30 manuscritos ou fragmentos. Foi usado por Layamon para criar a sua própria versão, Brut. Muitos elementos introduzidos por Godofredo estão presentes na obra de Wace, incluindo a menção aos Cavaleiros da Távola Redonda.

## Leituras adicionais

### Traduções para o inglês
- Wace, Roman de Brut
  - ed. and tr. Judith Weiss (2002) [1999]. Roman de Brut. A History of the British: Text and Translation. Exeter: University of Exeter Press. ISBN 978-0-85989-734-1 Standard edition.
  - tr. Eugene Mason (1912). Arthurian Chronicles, by Wace and Layamon. London: Dent Reprinted in 1962. (at the Internet Archive)
  - ed. Le Roux de Lucy (1836–1838). Roman de Brut. Col: 2 vols. Rouen: [s.n.] Earlier edition (now superseded by that of Weiss). (at the Internet Archive)